# Josef Ackermann (kněz)
Josef Ackermann (8. března 1803 Dobřany – 3. prosince 1875 Litoměřice) byl římskokatolický kněz, děkan litoměřické kapituly.

## Život
Pocházel z německy mluvící rodiny avšak byl také znalcem češtiny a dánštiny. Na kněze byl vysvěcen, po teologických studiích, v roce 1826. Postupně se stal kanovníkem a děkanem litoměřické kapituly, předsedou konzistoře v Litoměřicích, oficiálem manželského soudu a ředitelem teologických studií. Za zásluhy byl od papeže Pia IX. jmenován čestným titulem domácího preláta (prelát Jeho Svatosti). Císař František Josef I. ho odměnil zlatou mincí za zásluhy.
Patřil mezi první zakladatele Matice České. Byl členem Českého muzea. Hlásil se k české straně v politice i v literatuře. Jako majitel „tejnického“ velkostatku volíval s českou historickou šlechtou. České knihovně při litoměřickém gymnáziu roku 1865 daroval 149 knih v češtině.
Jako spisovatel vytvořil modlitební knihu, kterou do češtiny přeložil František Saleský Bauer: Útěcha věrných duší v očistci, která došla mnoha vydání.
Díky znalosti dánštiny, přeložil pro Dány od Jana Svobody, knihu „Školka“, která potom sloužila jako vzorový materiál dánským dětským opatrovnám. Za tuto činnost obdržel titul rytíř dánského řádu Dannebrog.

## Odborné publikace
- ACKERMANN, Josef : Útěcha věrných duší v očistci: naučení a příkladové o duších v očistci s úplnou sbírkou modliteb k jich útěše, Olomouc 1881. Dostupné online.